# Struttura interna di Giove

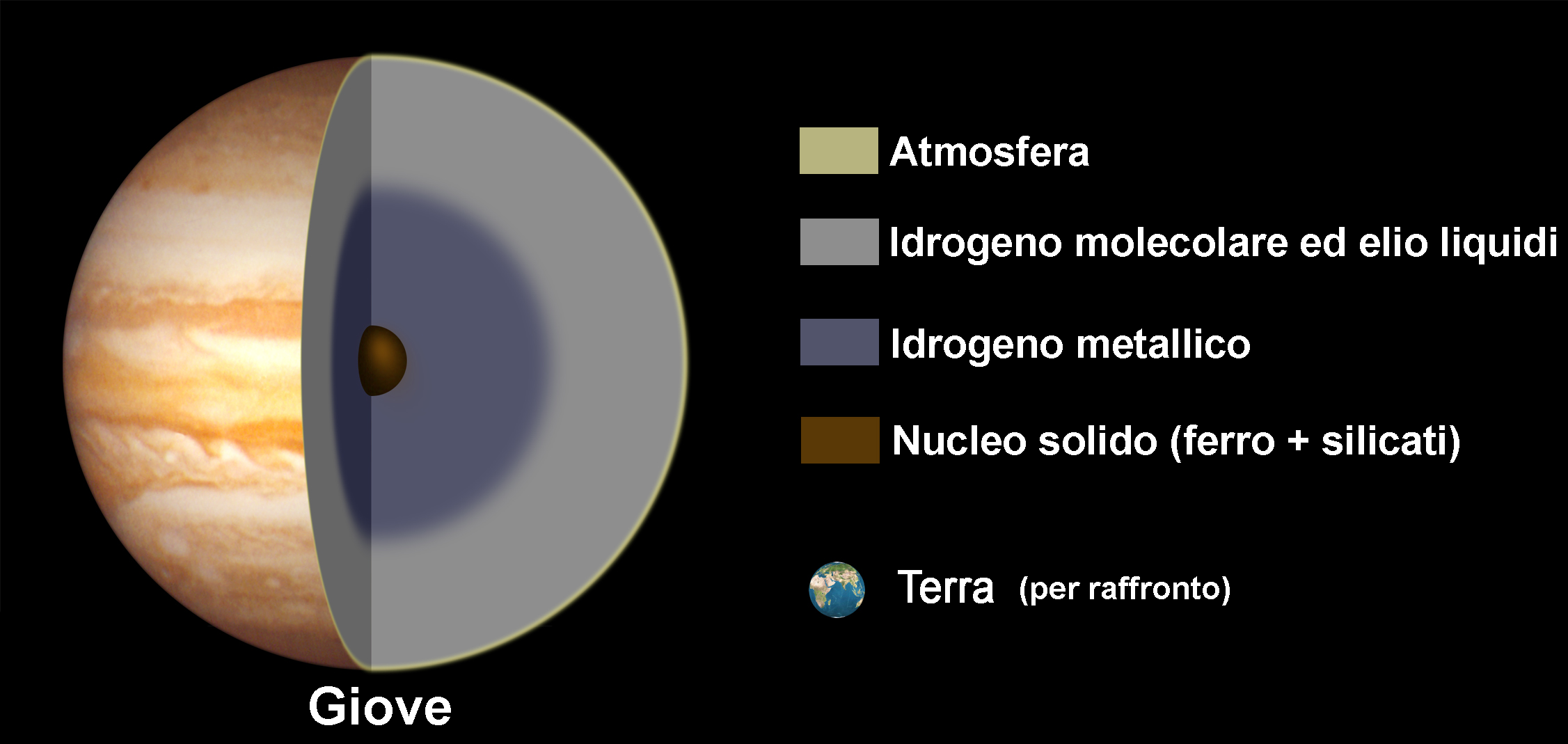
Diagramma che illustra la struttura interna di Giove.

Giove appare suddiviso in più strati, ciascuno con caratteristiche chimico-fisiche ben precise; presenta dunque una struttura interna ben definita. La sua determinazione è stata effettuata da astrofisici e planetologi, sia ricorrendo a modelli sperimentali fisico-matematici, sia elaborando i dati ricevuti dalle sonde inviate per studiare il pianeta gigante.
Secondo i modelli, partendo dall'interno verso l'esterno, si incontrano in sequenza: un nucleo, presumibilmente di natura rocciosa e composto con molta probabilità da carbonio e silicati; un mantello di idrogeno metallico liquido; uno strato di idrogeno molecolare liquido, elio ed altri elementi, ed una turbolenta atmosfera, l'unico strato che risulta ben visibile e facilmente accessibile agli studi. Al di là di questo schema di base, vi è ancora una notevole incertezza.
Secondo i modelli astrofisici più moderni e ormai accettati da tutta la comunità scientifica, Giove non possiede una crosta solida; il gas atmosferico diventa sempre più denso procedendo verso l'interno e gradualmente si converte in liquido, al quale si aggiunge una piccola percentuale di elio, ammoniaca, metano, zolfo, acido solfidrico ed altri composti in percentuale minore. La temperatura e la pressione all'interno di Giove aumentano costantemente man mano che si procede verso il nucleo.

## Nucleo
Al nucleo del pianeta è spesso attribuita una natura rocciosa, ma la sua composizione dettagliata, così come le proprietà dei materiali che lo costituiscono e le temperature e le pressioni cui sono soggetti e persino la sua stessa esistenza, sono ancora in gran parte oggetto di speculazione. Secondo i modelli, il nucleo sarebbe costituito in prevalenza da carbonio e silicati, con temperature stimate sui 36000 K e pressioni dell'ordine dei 4,5 TPa.
I risultati, pubblicati nel novembre 2008, di alcune simulazioni computerizzate, indicano che il nucleo di Giove è circa il doppio più massiccio rispetto alle stime iniziali, con una massa pari a 14-18 M⊕; un simile valore rinforzava l'ipotesi secondo cui il pianeta si sia formato per accrescimento, su un embrione planetario massiccio, di grandi quantità di gas dalla nebulosa solare.

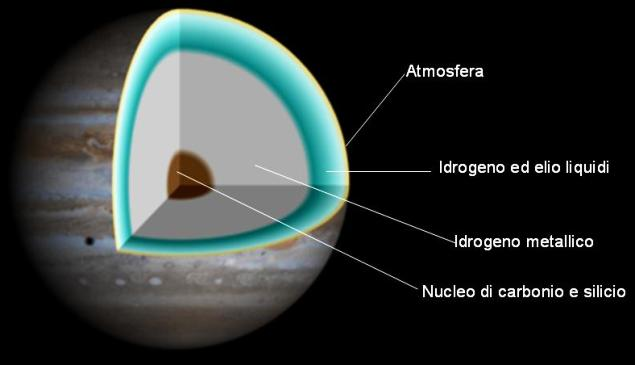
La struttura interna di Giove.

La probabile esistenza del nucleo è stata dedotta nel 1997 tramite misurazioni della gravità del pianeta, che indicarono una massa compresa tra 12 e 45 volte la massa terrestre, o circa il 3%-15% della massa totale del pianeta. La presenza del nucleo durante le prime fasi della storia del pianeta è corroborata dai modelli sviluppati sulla formazione dei giganti gassosi, che richiederebbero un nucleo solido di roccia e/o ghiaccio abbastanza massiccio da permettere di accumulare un'imponente copertura di idrogeno ed elio provenienti dalla nebulosa protosolare. Tuttavia, assumendo che sia realmente esistito, questo nucleo roccioso potrebbe esser stato disintegrato dalle alte pressioni degli strati superiori e dalle alte temperature generate dall'attrito con esse, mentre le correnti convettive dello strato di idrogeno metallico avrebbero trasferito parte del materiale nucleare verso gli strati più esterni del pianeta. Di conseguenza, un nucleo potrebbe essere ora quasi totalmente assente, anche se le misurazioni gravitazionali non sono ancora sufficientemente precise da poter dirimere la questione a favore della presenza o totale assenza di esso. L'incertezza dei modelli è strettamente legata al margine di errore dei parametri sinora misurati: uno dei coefficienti rotazionali (il J6) utilizzati per descrivere il momento gravitazionale del pianeta, il raggio equatoriale di Giove e la temperatura atmosferica alla pressione di 1 bar (105 Pa).

## Mantello

### Mantello inferiore
La regione nucleare è circondata da un denso mantello di idrogeno liquido metallico, che si estende sino al 78%  del raggio del pianeta ed è sottoposto a temperature dell'ordine dei 10000 K e pressioni dell'ordine dei 200 GPa.
In questo strato si registrano precipitazioni di elio e neon, che impoveriscono di questi elementi l'atmosfera del pianeta. La rapida rotazione del pianeta e le intense correnti elettriche che si generano al suo interno fanno sì che da questo strato si origini un forte campo magnetico, circa 10 volte più intenso di quello terrestre.

### Mantello superiore
Al di sopra dello strato di idrogeno metallico si trova un cospicuo strato di idrogeno liquido e gassoso, che si estende sino a 1000 km dalla superficie e si fonde con le parti più interne dell'atmosfera del pianeta. Si ritiene che non vi sia una distinta linea di demarcazione tra questi differenti stati dell'idrogeno, ma probabilmente una graduale transizione tra la fase liquida e quella gassosa.
Questa transizione avviene quando la temperatura si trova ad un valore critico, che per l'idrogeno, alla pressione atmosferica terrestre di (1 atm o 1,01×105 Pa), corrisponde ad appena 33 K.

## Atmosfera

Quest'immagine mostra un'animazione del movimento delle nubi di Giove, ottenuta da molteplici riprese della sonda Galileo.

L'atmosfera di Giove è la più estesa atmosfera planetaria del sistema solare; è composta principalmente da idrogeno molecolare ed elio – con proporzioni simili alla loro abbondanza nel Sole – con tracce di metano, ammoniaca, acido solfidrico ed acqua. Quest'ultima non è stata finora rilevata ma si ritiene che sia presente in profondità. Le abbondanze dell'ossigeno, dell'azoto, dello zolfo e dei gas nobili sono superiori di un fattore tre ai valori misurati nel Sole. L'atmosfera del pianeta manca di un chiaro confine inferiore, ma gradualmente transisce negli strati interni del pianeta.
Dal più basso al più alto, gli strati dell'atmosfera sono: la troposfera, la stratosfera, la termosfera e l'esosfera. Ogni strato è caratterizzato da un gradiente di temperatura specifico. Lo strato più basso, la troposfera, presenta un sistema complicato di nubi e foschie, compresi strati di ammoniaca, idrosolfuro di ammonio ed acqua.
L'atmosfera gioviana mostra un ampio spettro di fenomeni attivi: instabilità delle bande, vortici (cicloni ed anticicloni), tempeste e fulmini. Le tempeste sono il risultato di moti convettivi dell'aria umida nell'atmosfera, che portano all'evaporazione e condensazione dell'acqua.